# Atethmia nigrescens
Atethmia nigrescens là một loài bướm đêm trong họ Noctuidae.